# Kościół Najświętszej Marii Panny przed Tynem

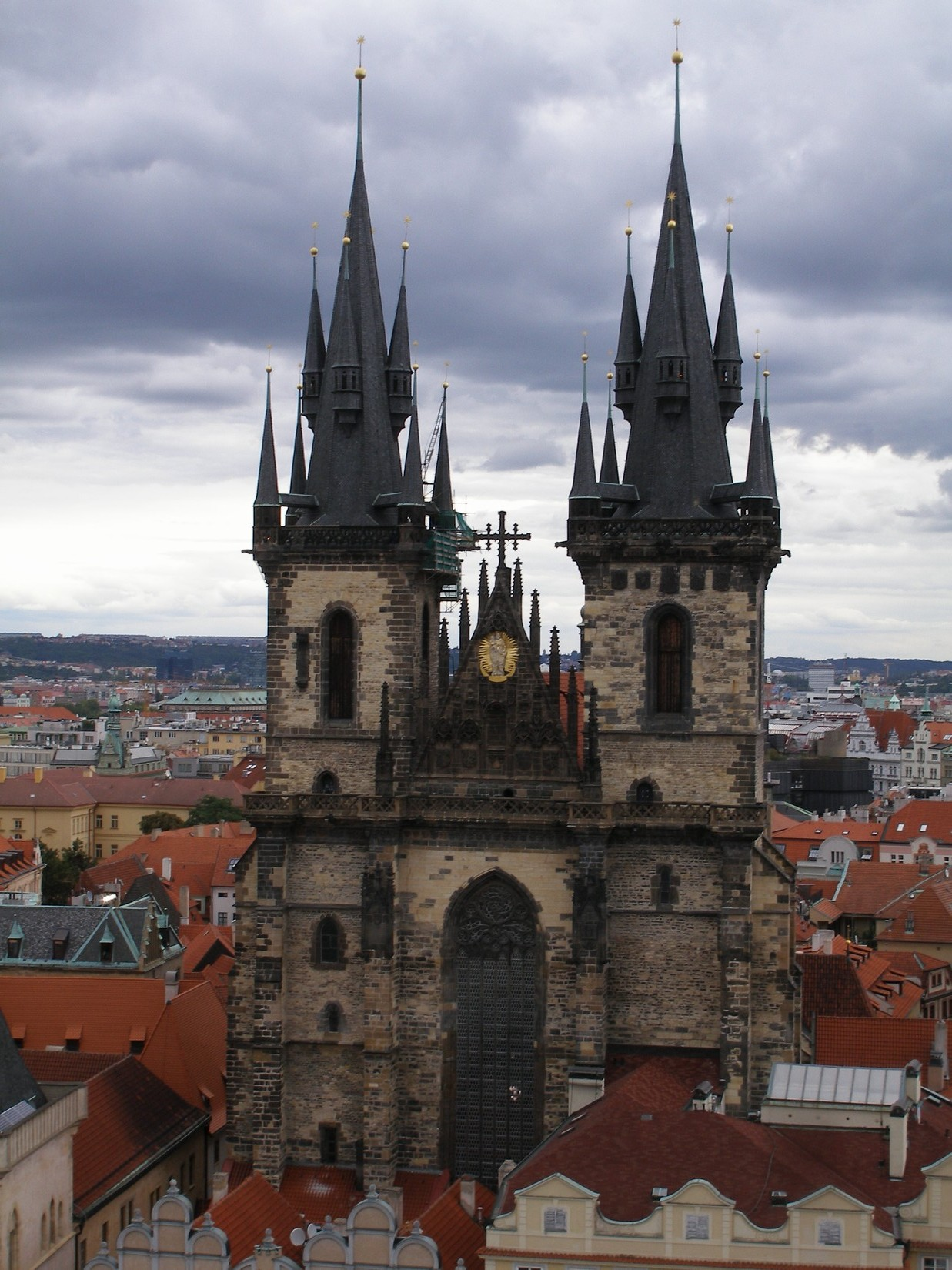

Kościół Najświętszej Marii Panny przed Tynem (czes. Kostel Matky Boží před Týnem, potocznie Týnský chrám) – zabytkowy gotycki kościół w Pradze, we wschodniej części Starego Miasta, należący do świątyń z zakorzenioną tradycją reformatorską. Wygłaszali tu kazania poprzednicy Husa: Konrad Waldhauser i Jan Milicz z Kromieryża, również Thomas Müntzer, przedstawiciel radykalnego skrzydła reformacji niemieckiej. Mistrzowskim wytworem architektonicznym jest północny portal kościoła, będący dziełem warsztatu Parlera. Wewnątrz znajduje się m.in. grobowiec astronoma Tycho Brahe oraz arcybiskupa Jana Rokycany.

## Historia
W miejscu obecnego kościoła już w XI wieku stał romański kościółek (wzniesiony w 1135 roku), należący do Dworu Tyńskiego (miejsca postoju zagranicznych kupców), który został zastąpiony w drugiej połowie XIII wieku budynkiem gotyckim. W kościele tym wygłaszał kazania krytyk kościelnych obyczajów Konrad Waldhauser. W połowie XIV wieku ówczesny kościół ustąpił miejsca nowej świątyni, którą wykończono dopiero na początku XVI wieku. Dopiero bowiem w XIV wieku założono obecny gotycki kościół, który stał się głównym kościołem staromiejskim. Stało się to pod koniec panowania Karola Luksemburskiego (budowę zaczęto w 1365 r.). Na projekt kościoła wywarli wpływ Mateusz z Arrasu oraz przede wszystkim Peter Parler. Parlera przypomina zwłaszcza ozdobne okno frontowe o wysokości 28 m oraz północny portal. Na początku XV wieku brakowało już tylko wieży, szczytu i przykrycia. 80-metrowe wieże nakryte są ostrymi hełmami z czterema wieżyczkami, między obiema wieżami wznosi się potężny późnogotycki szczyt (z roku 1463).
Tyński kościół w czasach husytyzmu opanowany przez grupę zwolenników Husa i od 1427 r. tu wybrano husyckiego arcybiskupa Jana Rokycanę, który tu też ma grób. Po wojnach husyckich budynek miał być dokończony i zadaszony, lecz drewno na przykrycie zostało wykorzystane do budowy szubienic dla husyty Jana Roháča z Dubé i jego 50 towarzyszy, straconych na rozkaz Zygmunta Luksemburskiego na Rynku Staromiejskim po zdobyciu ostatniego zamku husyckiego Sion (niedaleko miasta Kutná Hora). Przykrycie zostało dokończone 20 lat później, z drewna zgromadzonego na uroczystości weselne Władysława Pogrobowca, które nie doszły do skutku z powodu śmierci króla.
W czasach rządów Jerzego z Podiebradów, króla wybranego w pobliskim ratuszu staromiejskim, kościół wykańczano – szczyt głównej nawy i wieżę północną (po lewej). Na szczycie umieszczono marmurową rzeźbę dzierżącego złoty miecz „husyckiego króla” Jerzego z Podiebradów i nad nią olbrzymi złocony kielich, symbol komunii pod dwiema postaciami. W 1623 świątynię przekazano jezuitom. W efekcie posąg króla został w 1626 r. (okres rekatolicyzacji) zastąpiony postacią Madonny od Kašpara Bechtelera, zaś płomienistą aureolę Madonny zrobiono z kielicha. Południowa wieża pochodzi dopiero z roku 1511. W roku 1679 w kościele wybuchł pożar; główną nawę potem obniżono i została sklepiona w stylu barokowym.
W kościele znajduje się grób duńskiego astronoma Tychona Brahe, znajdujący się po prawej stronie świątyni, patrząc od wejścia, niedaleko głównego ołtarza oraz grobowca arcybiskupa Jana Rokycany. Znajduje się tu także baldachim sporządzony przez Macieja Rejska, który przykrywa grobowiec włoskiego biskupa Augustyna Lucianiego. W tympanonie północnego portalu znajduje się pochodząca z 1390 r. płaskorzeźba przedstawiająca Mękę Pańską.